# IC 3341
IC 3341 је спирална галаксија у сазвјежђу Береникина коса која се налази на листи објеката дубоког неба у Индекс каталогу.
Деклинација објекта је + 27° 44' 46" а ректасцензија 12h 26m 23,2s. Привидна величина (магнитуда) објекта IC 3341 износи 15,9 а фотографска магнитуда 16,7. IC 3341 је још познат и под ознакама KUG 1223+280, PGC 40682.